# Lijst van voetbalinterlands Myanmar - Vietnam
Deze lijst van voetbalinterlands is een overzicht van alle officiële voetbalwedstrijden tussen de nationale teams van Myanmar (voormalig Birma) en Vietnam. De landen hebben tot op heden dertien keer tegen elkaar gespeeld. De eerste ontmoeting, een halve finale tijdens de Zuidoost-Aziatische Spelen 1995, werd gespeeld in Chiang Mai (Thailand) op 14 december 1995. Het laatste duel, een groepswedstrijd tijdens de Zuidoost-Azië Cup 2024, vond plaats op 21 december 2024 in Việt Trì.

## Wedstrijden
| №  | Plaats              | Datum            | Competitie                      | Wedstrijd         | Uitslag |
| -- | ------------------- | ---------------- | ------------------------------- | ----------------- | ------- |
| 1  | Chiang Mai          | 14 december 1995 | Zuidoost-Aziatische Spelen 1995 | Birma − Vietnam   | 1 − 1   |
| 2  | Singapore           | 7 september 1996 | Zuidoost-Azië Cup 1996          | Birma − Vietnam   | 1 − 4   |
| 3  | Bandar Seri Begawan | 3 augustus 1999  | Zuidoost-Aziatische Spelen 1999 | Birma − Vietnam   | 0 − 2   |
| 4  | Jakarta             | 23 december 2002 | Zuidoost-Azië Cup 2002          | Birma − Vietnam   | 2 − 4   |
| 5  | Ho Chi Minhstad     | 20 augustus 2004 | Vriendschappelijk               | Vietnam − Birma   | 5 − 0   |
| 6  | Ho Chi Minhstad     | 1 oktober 2008   | Vriendschappelijk               | Vietnam − Birma   | 2 − 3   |
| 7  | Hanoi               | 2 december 2010  | Zuidoost-Azië Cup 2010          | Vietnam − Myanmar | 7 − 1   |
| 8  | Bangkok             | 24 november 2012 | Zuidoost-Azië Cup 2012          | Vietnam − Myanmar | 1 − 1   |
| 9  | Thủ Dầu Một         | 2 juli 2014      | Vriendschappelijk               | Vietnam − Myanmar | 6 − 0   |
| 10 | Yangon              | 20 november 2016 | Zuidoost-Azië Cup 2016          | Myanmar − Vietnam | 1 − 2   |
| 11 | Yangon              | 20 november 2018 | Zuidoost-Azië Cup 2018          | Myanmar − Vietnam | 0 − 0   |
| 12 | Hanoi               | 3 januari 2023   | Zuidoost-Azië Cup 2022          | Vietnam − Myanmar | 3 − 0   |
| 13 | Việt Trì            | 21 december 2024 | Zuidoost-Azië Cup 2024          | Vietnam − Myanmar | 5 − 0   |

## Samenvatting
| Competitie                 | Totaal gespeeld | Winst Myanmar | Gelijk | Winst Vietnam | Doelsaldo Myanmar – Vietnam |
| -------------------------- | --------------- | ------------- | ------ | ------------- | --------------------------- |
| Zuidoost-Azië Cup          | 8               | 0             | 2      | 6             | 6 − 26                      |
| Zuidoost-Aziatische Spelen | 2               | 0             | 1      | 1             | 1 − 3                       |
| Vriendschappelijk          | 3               | 1             | 0      | 2             | 3 − 13                      |
| Totaal                     | 13              | 1             | 3      | 9             | 10 − 42                     |

MFF · 
A-internationals · 
Myanmarees vrouwenelftal
1951 – 1959 · 
1960 – 1969 · 
1970 – 1979 · 
1980 – 1989 · 
1990 – 1999 · 
2000 – 2009 · 
2010 – 2019 ·
2020 − 2029
Bahrein ·
Bangladesh ·
Bolivia ·
Brunei ·
Burundi ·
Cambodja ·
China ·
DDR ·
Filipijnen ·
Guam ·
Hongkong ·
India ·
Indonesië ·
Irak ·
Iran ·
Israël ·
Japan ·
Kirgizië ·
Koeweit ·
Laos ·
Lesotho ·
Libanon ·
Libië ·
Luxemburg ·
Macau ·
Malediven ·
Maleisië ·
Marokko ·
Mongolië ·
Nepal ·
Nieuw-Zeeland ·
Noord-Korea ·
Oman ·
Oost-Timor ·
Pakistan ·
Palestina ·
Qatar ·
Singapore ·
Sri Lanka ·
Syrië ·
Tadzjikistan ·
Taiwan ·
Thailand ·
Turkmenistan ·
Verenigde Arabische Emiraten ·
Vietnam ·
Zuid-Korea ·
Zuid-Vietnam
VFF · 
A-internationals · 
Vietnamees vrouwenelftal
1991 – 1999 ·
2000 – 2009 ·
2010 – 2019 ·
2020 − 2029
Afghanistan ·
Albanië ·
Australië ·
Bahrein · 
Bangladesh · 
Bosnië en Herzegovina · 
Cambodja · 
China · 
Curaçao ·
Estland · 
Filipijnen · 
Guam · 
Guinee ·
Hongkong · 
India · 
Indonesië · 
Irak ·
Iran · 
Jamaica · 
Japan ·
Jemen · 
Jordanië ·
Kazachstan · 
Kirgizië ·
Koeweit · 
Laos · 
Libanon · 
Macau · 
Malediven · 
Maleisië · 
Mongolië · 
Mozambique ·
Myanmar · 
Nepal · 
Noord-Korea ·
Oezbekistan · 
Oman · 
Palestina ·
Qatar ·
Rusland ·
Saoedi-Arabië · 
Singapore · 
Sri Lanka · 
Syrië · 
Tadzjikistan · 
Taiwan · 
Thailand · 
Turkmenistan · 
Verenigde Arabische Emiraten · 
Zimbabwe · 
Zuid-Korea